# 北瓦町
北瓦町（きたかわらまち）は、大阪府堺市堺区にある地名。2024年現在の行政地名は北瓦町一丁から北瓦町二丁。住居表示は実施済。

## 地理
堺区の中央部に位置する。東は三国ヶ丘御幸通、北は南花田口町、西は戎之町東・熊野町東、南は中瓦町に接する。西部に一丁、東部に二丁がある。

## 歴史

### 沿革
- 1931年（昭和6年）、堺市瓦町・戎之町東1 - 6丁の各一部より北瓦町成立。
- 1959年（昭和34年）、三国ヶ丘御幸通の一部を編入し、一部が中瓦町1 - 2丁・南花田口町1 - 2丁となる[6]。
- 2006年（平成18年）、堺市が政令指定都市に移行し、行政区を設置。北瓦町は堺区の所属となる。

## 世帯数と人口
2024年（令和6年）11月30日現在の世帯数と人口は以下の通りである。
| 丁         | 世帯数  | 人口  |
| ---------- | ------- | ----- |
| 北瓦町一丁 | 145世帯 | 236人 |
| 北瓦町二丁 | 58世帯  | 73人  |
| 計         | 203世帯 | 309人 |

### 人口の変遷
国勢調査による人口の推移。
| 1995年（平成7年）  | 114人 | [ 7 ]  |  |
| 2000年（平成12年） | 112人 | [ 8 ]  |  |
| 2005年（平成17年） | 240人 | [ 9 ]  |  |
| 2010年（平成22年） | 271人 | [ 10 ] |  |
| 2015年（平成27年） | 256人 | [ 11 ] |  |
| 2020年（令和2年）  | 304人 | [ 12 ] |  |

### 世帯数の変遷
国勢調査による世帯数の推移。
| 1995年（平成7年）  | 46世帯  | [ 7 ]  |  |
| 2000年（平成12年） | 51世帯  | [ 8 ]  |  |
| 2005年（平成17年） | 116世帯 | [ 9 ]  |  |
| 2010年（平成22年） | 168世帯 | [ 10 ] |  |
| 2015年（平成27年） | 152世帯 | [ 11 ] |  |
| 2020年（令和2年）  | 199世帯 | [ 12 ] |  |

## 学区
市立小・中学校に通う場合、学区は以下の通りとなる。
| 丁         | 番   | 小学校           | 中学校             |
| ---------- | ---- | ---------------- | ------------------ |
| 北瓦町一丁 | 全域 | 堺市立熊野小学校 | 堺市立殿馬場中学校 |
| 北瓦町二丁 | 全域 | 堺市立熊野小学校 | 堺市立殿馬場中学校 |

## 事業所
2021年（令和3年）現在の経済センサス調査による事業所数と従業員数は以下の通りである。
| 丁         | 事業所数  | 従業員数 |
| ---------- | --------- | -------- |
| 北瓦町一丁 | 56事業所  | 483人    |
| 北瓦町二丁 | 103事業所 | 1,378人  |
| 計         | 159事業所 | 1,861人  |

## 交通

### バス
- 南海バス[15]
  - 17系統：堺東駅北口
  - 23・25・32・81・81L系統：瓦町公園前

### 道路
- 阪神高速15号堺線 - 堺出入口
- 堺中央線（大阪府道30号大阪和泉泉南線）

## 施設
- 堺銀座商店街
- みずほ銀行堺支店、和泉中央支店
- りそな銀行堺東支店
- 瓦町公園

## 郵便
- 郵便番号：590-0076[3]（集配局：堺郵便局[16]）。